# Stal maraging
Stal maraging – rodzaj stali w którym podstawowym mechanizmem umacniania jest wydzielanie faz międzymetalicznych w osnowie typu martenzytycznego z końcowym procesem starzenia.
Stale tego typu zachowują dobre właściwości plastyczno-wytrzymałościowe w szerokim zakresie temperatur pracy. Niektóre gatunki stali maraging mogą pracować niezawodnie nawet do 600 °C. Do najbardziej znanych stali tego typu należą stale zawierające 20-25% Ni z dodatkami 1,3-1,6%Ti, 0,15-0,30% Al, 0,3-0,5% Nb. Wadą stali maraging jest ich wysoka cena, w porównaniu do niskostopowych stali wysokowytrzymałych, w związku z tym zastosowanie ogranicza się jedynie do specjalnych zastosowań takich jak:
- elementy silników rakietowych,
- przeguby skrzydeł o zmiennej geometrii,
- wały turbin gazowych,
- lufy dział szybkostrzelnych,
- korbowody i wały napędowe samochodów,
- ostrza do szermierczej broni sportowej (np. floret),
- i inne.